# Küstenlinie

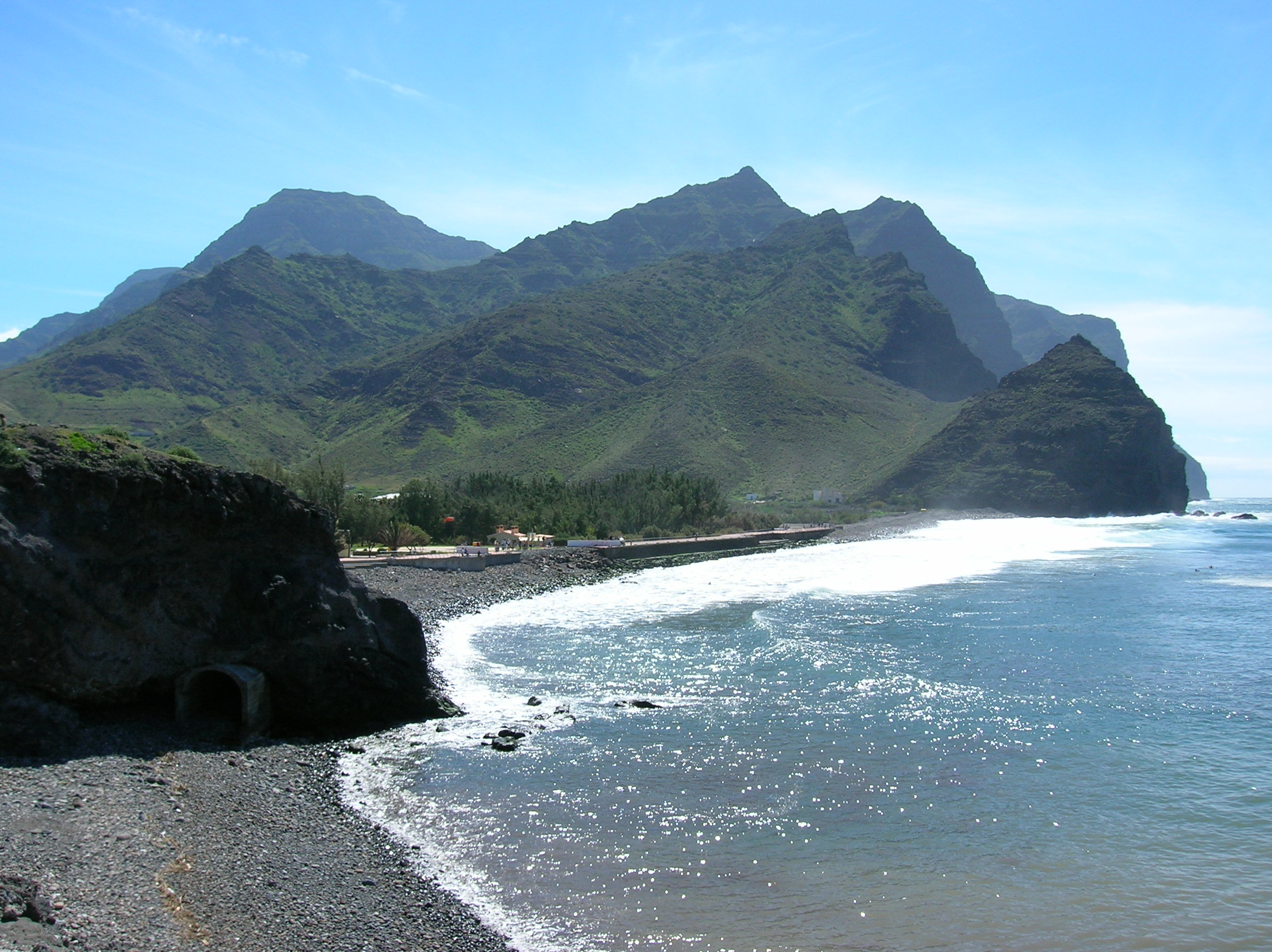
Küstenlinie

Als Küstenlinie wird die Linie bezeichnet, die das Land vom Meer trennt. Sie liegt an der Mittleren Hochwasserlinie.
Die Küstenlinie darf nicht verwechselt werden mit der Basislinie, die Grundlage für die Festlegung der Hoheitsgewässer ist. Sie darf auch nicht verwechselt werden mit dem Seekartennull, das das Meer von den trockenfallenden Gebieten trennt. Sie ist auch nicht identisch mit internationalen Grenzen, diese beziehen sich auf die Basislinie.
Als Küste bezeichnet man das Gebiet zwischen der obersten und äußersten landwärtigen und der untersten und äußersten seewärtigen Brandungseinwirkung.

## Definition der Küstenlinie
Die Küstenlinie wird durch den Küstenstaat festgelegt. In Deutschland übernimmt diese Aufgabe das Bundesamt für Seeschifffahrt und Hydrografie (BSH). Maßgeblich ist allein der tatsächliche geografisch-hydrografische Verlauf. Für Nord- und Ostsee ist die Küstenlinie unterschiedlich definiert:

### Ostsee
An der Ostsee gilt der Mittlere Wasserstand (MW) als Bezugsebene zur Bestimmung der Küstenlinie. Dieser wird als 20-jähriges Mittel berechnet. 

### Nordsee
Bei Gezeitenküsten, beispielsweise an der Nordsee, gilt das Mittlere Hochwasser (MHW). Auch dieser wird als 20-jähriges Mittel berechnet.

### Andere Länder
In anderen Ländern werden teilweise andere Berechnungsverfahren angewendet. Die IHO drückt sich sehr ungenau aus: „Die Küstenlinie trennt das Land vom Wasser.“ Demzufolge wäre die Küstenlinie veränderlich und würde sich nach dem Wasserstand der Gezeiten richten. Um das zu vermeiden, werden von den Ländern genauere Definitionen festgelegt.

## Bedeutung der Küstenlinie
Die Küstenlinie trennt das Meer vom Land und dient damit in verschiedenen Gesetzen als Fallunterscheidung, beispielsweise bei der Definition von Eigentum an Gewässern im Tidenbereich.

## „Höhe“ der Küstenlinie
Die Staaten verwenden unterschiedliche Höhenmodelle und Bezugsebenen. Deutschland verwendet seit 1991 das europäische ETRS-89. Gegenüber dem weltweiten WGS 84 ergibt sich eine Höhen-Abweichung von maximal 10 cm, wenn man einfach den aktuellen Shift
von ca. 50 cm Richtung 41 Grad den ETRS lat/lon Werten zuschlägt.

## Länge der Küstenlinie
siehe Hauptartikel Küstenlänge
Die Länge der Küstenlinie ist abhängig von der Genauigkeit der Erfassung. Je kleiner die Radien sind, desto länger wird die Linie (Fraktal). Sie ist auch abhängig davon, wie viele Inseln erfasst werden und ab welcher Größe. Die CIA gibt die Länge der weltweiten Küstenlinie (Kontinente und Inseln) mit 356.000 km an.

## Erfassung und Darstellung
Die Küstenlinie wird heute von georeferenzierten Luftbildern abgezeichnet, die an der Ostsee zum Zeitpunkt des Mittelwassers oder an der durch Gezeiten (Tide) beeinflussten Nordsee des MHW aufgenommen wurden. Der Einfachheit halber wird oft die untere Bewuchsgrenze als Anhaltspunkt für die Küstenlinie genommen.
In Übersichtskarten und an der Ostsee wird die Küstenlinie als einfache Linie dargestellt.
An Gezeitengewässern wird die Küste von zwei Linien begrenzt: Unten bzw. seewärts ist die Linie des niedrigst möglichen Gezeitenwasserstandes (LAT = Seekartennull). Oben bzw. landwärts ist die Linie des mittleren Tidenhochwassers (MTHW). Dazwischen befindet sich der trockenfallende Bereich des Gezeitengewässers, der Watt genannt wird. Er wird als besonderer Küstenstreifen dargestellt, mit seinen Prielen und Sandbänken. Als Küstenlinie wird die Linie des mittleren Hochwassers dargestellt. Ggf. wird (weiter seewärts) zusätzlich die Basislinie dargestellt.

## Veränderung der Küstenlinie
In geologischer Zeit gesehen stellt eine Küste nur eine Momentaufnahme dar und ist ständig im Wandel begriffen.
Der Küstenverlauf ändert sich in erster Linie durch die Wirkung von Meeresströmungen und Gezeiten (Tide) sowie durch die erosive Kraft der Brandung.
Daneben spielen auch eustatische Meeresspiegelschwankungen sowie Landhebungen und -senkungen durch isostatische und tektonische Prozesse eine Rolle.
Neben der genannten morphologischen Arbeit des Wassers an den Küsten werden diese heute ebenfalls stark anthropogen durch Bebauung (z. B. Häfen, Siedlungen, Küstenschutz), Nutzung für Seeverkehr (z. B. Transport von Gütern) sowie die wirtschaftliche Nutzung (z. B. Fischfang, Fremdenverkehr) beeinflusst.
Der Tidenhub nimmt an der Nordsee stetig zu. Dies führt zu stärkeren Wellenbewegungen (Orbitalbewegung, Fließgeschwindigkeit von Tidenstrom und Brandungsrückstrom) und dadurch erhöhter Bewegung von Sand und verstärkter Küstenerosion.

## Basislinie für Landesgrenze
Die Küstenlinie dient als Grundlage zur Konstruktion der Basislinie, die zur Bestimmung der Landesgrenze herangezogen wird. Die Basislinie ist eine durch die Länder administrativ festgelegte Vereinfachung der Küstenlinie. Dabei werden Krümmungen und Einschnitte begradigt und Flussmündungen und Buchten durch gerade Linien von Küstenlinie zu Küstenlinie verbunden. Die Landesgrenze liegt dann 12 Seemeilen seewärts von der Basislinie.